# Notodden
Notodden este o comună din provincia Telemark, Norvegia.
Are o suprafață de 983,89 km². Populația este de 13.025 locuitori, determinată în 1 ianuarie 2023, prin Folkeregisteret[*].